# Sierra Ferrell
Sierra Elizabeth Ferrell (* 3. August 1988 in Charleston) ist eine amerikanische Musikerin und Singer-Songwriterin aus West Virginia, die in ihrer Musik Elemente aus dem Folk, dem Bluegrass und dem Gypsy-Jazz, sowie lateinamerikanische Stile wie Tango und Calypso kombiniert. Nach zwei Alben im Eigenverlag wurde 2021 ihr Album Long Time Coming bei Rounder Records mit guten Kritiken veröffentlicht, wo auch ihr viertes Studioalbum Trail of Flowers 2024 erschien.

## Kindheit und Jugend
Sierra Ferrell wurde 1988 in West Virginia geboren. Nachdem sich ihre Eltern scheiden ließen, als sie etwa 5 Jahre alt war, lebte sie mit ihrer Mutter und einem ihrer beiden Geschwister in einer Wohnwagensiedlung, was dazu führte, dass sie viel Zeit draußen im Freien und weniger Zeit mit elektronischen Geräten verbrachte. Trotz der tief verwurzelten Geschichte der Bluegrass-Musik in ihrem Heimatstaat wuchs Ferrell mit verschiedenen Musikgenres auf, hörte viel Musik aus den 1990er-Jahren und interessierte sich für die Kassetten von 10.000 Maniacs und Tracy Chapman, die ihre Mutter besaß.
Die musikalische Laufbahn von Ferrell begann bereits in ihrer Kindheit, als sie in der Schule Klarinette spielte und im Chor sang, schließlich Gitarre lernte und sogar einmal in einer örtlichen Bar Shania-Twain-Cover spielte. Als Teenager schloss sie sich einer Grateful-Dead-Coverband an und übernahm dort den Gesang. Nach einiger Zeit verließ sie die Band jedoch wieder, um unabhängig ihre musikalischen Ambitionen zu verfolgen.
In ihren frühen Zwanzigern nahm sie einen Nomaden-Lebensstil an und lebte in ihrem Van, wobei sie die meiste Zeit als Straßenmusikerin zwischen Seattle und New Orleans verbrachte. Zu diesem Zeitpunkt legte Ferrell ihren Fokus auf die Folk-Musik und ihre verschiedenen Ableger, wobei ihr Musikstil stark von der befreundeten Straßenkünstlergruppe Yes Ma'am geprägt wurde.
Zu dieser Zeit geriet Ferrell in eine Phase der Drogensucht, die auf ihren Lebenswandel zurückzuführen war und setzte ihr Leben eigenen Angaben mehrfach mit einer Überdosis aufs Spiel. Nach diesen Erfahrungen beschloss sie, von den Drogen loszukommen und ihren Lebensstil zu Gunsten einer besseren Gesundheit und positiver sozialer Beziehungen zu ändern.

## Karriere
Ferrell veröffentlichte in den Jahren 2018 und 2019 zwei Alben im Eigenverlag: "Pretty Magic Spell" und "Washington by the Sea", die sie beim Straßenverkauf verkaufte. Zusätzlich zu diesen Alben veröffentlichte sie eine Reihe von Coverversionen und Videos von Live-Auftritten auf ihrem YouTube-Kanal.
Im Jahr 2018 wurde eine Version ihres Songs "In Dreams" vom YouTube-Kanal "GemsOnVHS" aufgenommen und veröffentlicht, was Millionen von Aufrufen zur Folge hatte.
Etwa zur gleichen Zeit trat sie häufig bei den "Honky Tonk Tuesday's" auf, die der American Legion 82 in Nashville veranstaltet wurden und erregte schließlich die Aufmerksamkeit von Gary Paczosa, einem Musikproduzenten, der unter anderem für seine Zusammenarbeit mit Alison Krauss und Dolly Parton bekannt ist. Mit Hilfe von Paczosa unterschrieb sie 2019 bei Rounder Records einen Vertrag für ein drittes Album.

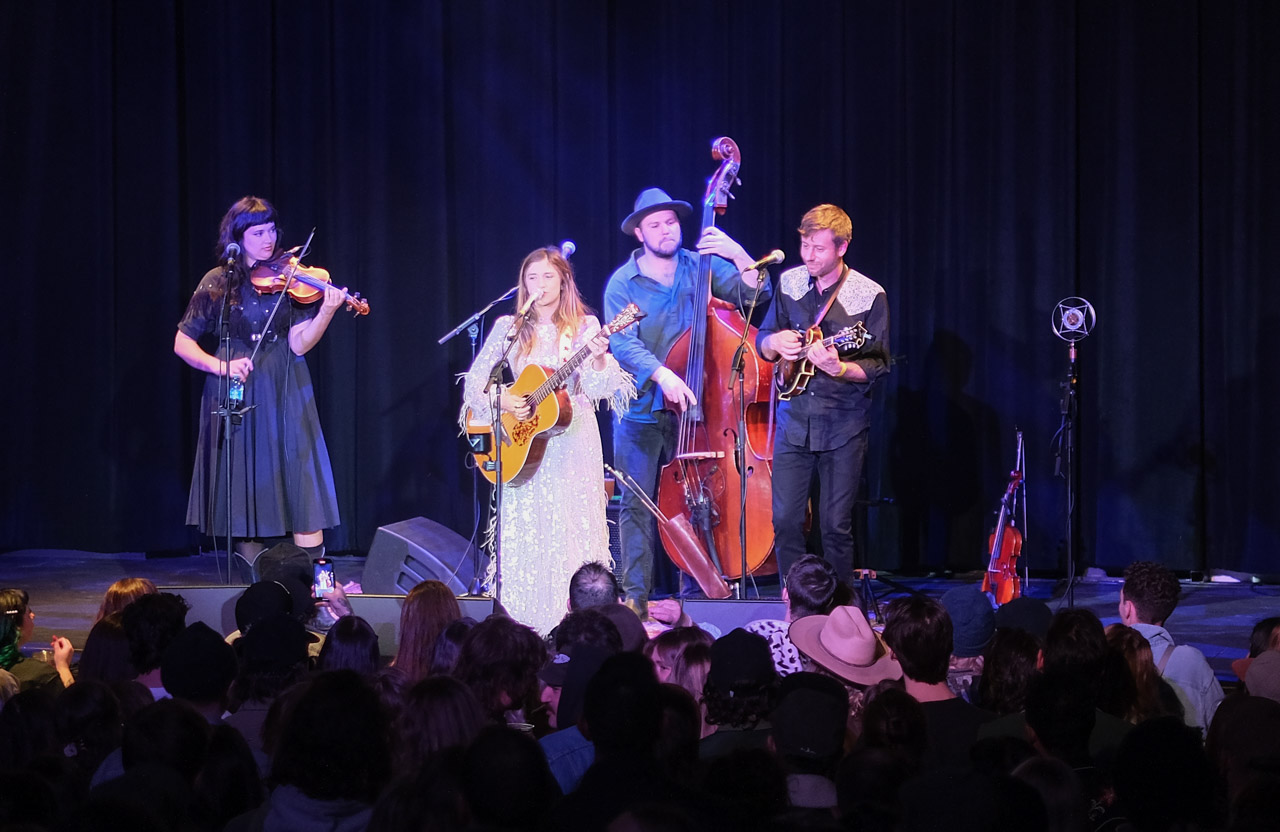
Sierra Ferrell spielt am Hollywoodtheater in Vancouver, Kanada, 9. März 2022

Nach der Veröffentlichung der Singles "Jeremiah" und "Why'd Ya Do It" wurde dann schließlich Ferrells Album Long Time Coming im August 2021 veröffentlicht. Das von Paczosa mitproduzierte Album, an dem eine Reihe etablierter Bluegrass-Musiker mitwirkten, darunter Sarah Jarosz und Billy Strings erreichte Platz 15 der Billboard-Americana-Folkmusik-Charts. Das Album erhielt eine Fünf-Sterne-Kritik von der britischen Publikation Country Music People, eine Bewertung von 7,6/10 vom Magazin Paste und 7,6 von 10 Punkten von Pitchfork Media. Varsity UK schrieb dazu: 

“Long Time Coming wird das einzige Album dieser Art sein, das aus der Musikstadt Nashville kommt. Das Besondere ist, dass Ferrell am hellsten leuchtet, wenn sie sich am weitesten in ihre eigene unverwechselbare Marke von Jazz hineinlehnt.”

2022 sang sie die Backing Vocals für das Album Dropout Boogie des Duos The Black Keys und wirkte an Ray LaMontagnes Song "I Was Born to Love You" mit, welcher ebenfalls eine Platzierung auf der Billboard (Kategorie: Adult Alternative Airplay) erreichte.
Ferrell arbeitete mit dem amerikanischen Country-Star Zach Bryan an dem Song Holy Roller aus dessen viertem Studioalbum zusammen. Der Song erreichte Platz 37 der Billboard Hot 100 Charts. Im selben Jahr arbeitete sie mit Shakey Graves an seinem Song Ready or not des Albums Movie of the Week zusammen. Der Song, der innerhalb von zwei Stunden aufgenommen wurde, erreichte Platz 15 der Billboard Adult Alternative Airplay Chart.
Am 22. März 2024 veröffentlichte Ferrell ihr viertes Album, Trail of Flowers. Laut eigenen Aussagen will sie damit ihre Zuhörerschaft dazu bringen, "sich nostalgisch nach der Vergangenheit zu fühlen, aber aufgeregt über die Zukunft der Musik". Im September 2024 wurde Trail of Flowers bei den Americana Music Honors & Awards als „Album des Jahres“ und Ferrell als "Künstler(in) des Jahres" ausgezeichnet. Einige Tage später erklärte die Bürgermeisterin von Charleston, Amy Shuler Goodwin, den 28. September 2024 zum Sierra Ferrell Day in West Virginia und überreichte der Sängerin die Auszeichnung während ihrer Show im dortigen Clay Center.
Im Laufe des Jahres wirkte Ferrell bei Aufnahmen verschiedener Künstler mit, darunter Never Love You Again mit Post Malone, einem bluegrass-style Cover von Adeles Ballade "Someone like You" zusammen mit Lukas Nelson (dem Sohn von Willie Nelson), sowie weitere Kollaborationen mit der Hogslop String Band und Colony House.

## Diskografie

### Alben
- Pretty Magic Spell (2018, Eigenverlag)
- Washington by the Sea (2019, Eigenverlag)
- Long Time Coming (2021, Rounder Records)
- Trail of Flowers (2024, Rounder Records)

## Auszeichnungen
| Jahr | Verband                         | Kategorie               | Quelle |
| ---- | ------------------------------- | ----------------------- | ------ |
| 2022 | Americana Music Honors & Awards | Newcomer(in) des Jahres | [ 26 ] |
| 2024 | Americana Music Honors & Awards | Künstler(in) des Jahres | [ 22 ] |
| 2024 | Americana Music Honors & Awards | Album des Jahres        | [ 22 ] |